# Storia della Bolivia precolombiana
La storia della Bolivia precolombiana comprende la parte preistorica della storia dell'attuale Bolivia. Generalmente viene divisa nei seguenti periodi:
- periodo preceramico (fino al XV secolo a.C.)
- orizzonte antico (dal XV secolo a.C. al V secolo a.C.)
- orizzonte medio (dal V secolo a.C. al XV secolo)
- orizzonte tardo (dal XV secolo alla colonizzazione spagnola, 1531).

## Periodo preceramico
L'altopiano andino nel territorio boliviano, permanentemente abitato per almeno 21.000 anni, fu parte della cultura andina prima dell'arrivo degli Spagnoli. Vi sono tracce frammentarie che indicano che l'agricoltura venne praricata dal III millennio a.C. e la produzione di metallo, iniziò 1.500 anni dopo.
Nei bassipiani tropicali si svilupparono complesse organizzazioni umane che crearono e controllarono estese opere di ingegneria idraulica, nelle savane e foreste dell'attuale dipartimento del Beni. La cultura delle Lomas (delle colline), dei Moxos e dei Baures, permise per quasi 3.000 anni l'esistenza di una densa popolazione che riuscì a convivere con le periodiche inondazioni di imponenti affluenti del Rio delle Amazzoni, come il Mamoré, Beni e Itenez.

## Orizzonte antico e medio

### Cultura Tiwanaku

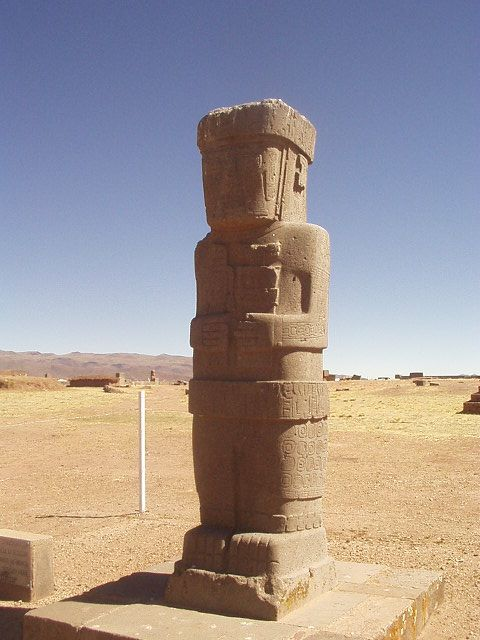
Scultura Tiwanaku

Dal II secolo a.C., la cultura Tiwanaku si sviluppò all'estremo sud del Lago Titicaca. Questa cultura, concentrata attorno all'omonima città, sviluppò avanzate tecniche agricole e architettoniche prima della sparizione attorno all'anno 1200 probabilmente a causa di una grave siccità. All'incirca contemporanei ai Tiwanaku, erano presenti i Moxos nelle terre basse orientali e i Mollos, presenti a nord dell'attuale capitale, La Paz. Anche queste erano società sviluppate che vissero fino al XIII secolo.

### Cultura Aymara
Il collasso dei Tiwanaku influenzò la crescita dei sette regni Aymara, gli stati più potenti localizzati nell'area popolata attorno al Lago Titicaca. Gli Aymara, un popolo belligerante che viveva in città fortificate in cima alle colline, ebbe una straordinaria capacità di adattamento alle condizioni climatiche e aggiunsero alle tecnologie agricole, l'irrigazione dei campi e la possibilità di conservare prodotti agricoli (in particolare tuberi) attraverso la disidratazione ottenuta tramite esposizione al sole e al congelamento notturno.
Il mantenimento di colonie nelle valli semitropicali orientali delle Ande e sulla costa pacifica, consentivano la produzione e il consumo di prodotti tropicali e andini. La loro unità sociale era l'ayllu (clan), che si occupava di organizzare il lavoro e di distribuire le terre tra i loro membri.
Gli Aymara dominarono completamente gli Uru, un altro gruppo etnico importante. Sebbene gli Uru avessero preceduto gli Aymara nella regione, dal XII secolo divennero estremamente poveri e si occupavano di pesca ed agricoltura, senza possedere le terre.

## Orizzonte tardo

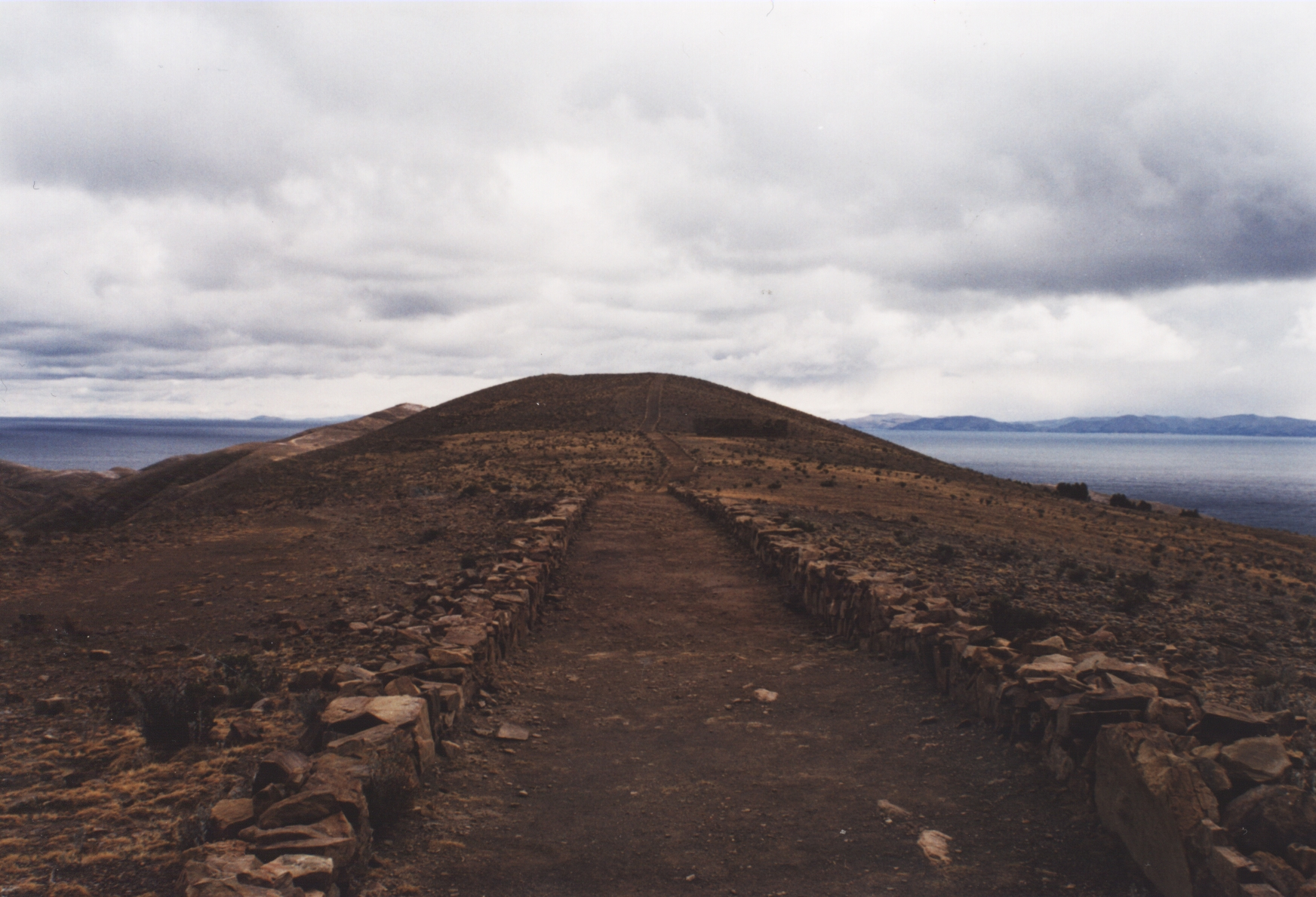
Camino Inca sull'Isla del Sol, nel versante boliviano del Lago Titicaca

Gli Aymara, comunque, non riuscirono a contenere l'espansione del popolo Quechua, il terzo maggiore gruppo etnico. Dopo il collasso dell'Impero Tiwanaku, emerse attorno Cusco (nell'attuale Perù) una città-stato parlante quechua. All'inizio del XV secolo, i Quechua, che diventarono successivamente noti come Inca, divennero il gruppo più potente dell'altipiano settentrionale e costruirono il loro temibile impero, il Tahuantinsuyo (la terra dei quattro angoli). Il Regno Aymara si indebolì e, nella seconda metà del XV secolo, gli Inca lo conquistarono.
L'altipiano boliviano divenne il Collasuyo (anche Qulla Suyo o Kollasuyo), uno dei quattro suyo (province) del Tahuantinsuyo. Il Collasuyo era una delle aree più densamente popolate con grandi risorse minerarie ed economiche dell'impero. Il governatore del Collasuyo era responsabile solo all'Imperatore Inca e supervisionava un gruppo di governatori locali che a loro volta controllavano i membri della nobiltà Aymara. Con un sistema simile alla leva obbligatoria (chiamato mita), gli Inca forzavano gli Aymara a lavorare nelle miniere o in progetti di costruzione o ad essere parte dell'esercito, ricompensandoli completamente per il lavoro svolto. Nonostante il loro desiderio di centralizzazione, gli Inca non cambiarono mai radicalmente l'organizzazione del regno Aymara che rimase relativamente autonomo. Molti capi locali mantennero generalmente il loro potere e, in molti casi, gli venne ulteriormente rafforzato. Gli Aymara poterono conservare, inoltre, la loro cultura, la loro religione, la loro lingua. La nobiltà aymara continuava a mantenere la loro proprietà privata e mandavano i propri figli a Cusco per la loro istruzione. Inoltre i governanti Inca continuarono a tollerare che gli Aymara continuassero ad inviare coloni nelle valli orientali e sulla costa.
Nel 1470, comunque, ci fu una rivolta Aymara contro gli Inca. Gli inca sconfissero due piccoli stati e riappacificarono la regione mandando alcuni coloni parlanti quechua (mitimas) nei territori abitati dagli Aymara, in particolari nelle valli meridionali e nelle regioni della valle dove successivamente vennero fondate Cochabamba e Sucre.
Dall'inizio del XVI secolo, gli Inca ristabilirono completamente il proprio dominio sul Collasuyo. Recentemente, nel secolo scorso, in particolare attorno agli anni ottanta, l'eredità di questa politica colonizzatrice, poteva essere vista dalla predominanza Quechua in molte aree della Bolivia.
Gli Inca non riuscirono, comunque, a conquistare le tribù nomadi delle pianure della Bolivia orientale. Le rovine delle fortezze inca ne evidenziano il fallimento e suggeriscono che gli Inca riuscivano a sottomettere solo le civiltà basate sull'agricoltura. Così i gruppi nativi delle pianure che occupano due terzi dell'estensione del tessuto boliviano preservarono il loro modo di vita e lo conservarono in buona parte anche dopo la conquista spagnola.